# ПД-4
ПД-4 — одна из серий панельных жилых домов из изолированных блок-секций. Годы строительства — с 1995 по настоящее время. Первый типовой проект панельного дома на территории бывшего СССР, в котором появились 5-комнатные квартиры.
Дома данной серии в Москве уже не строятся, но продолжают активно возводится в Московской области. Отличительной чертой являются балконы — в форме трапеций или неправильных многоугольников.

## Описание
Серия ПД-4 имеет современную планировку квартир с изолированными комнатами. Наружные стены — трехслойные навесные панели (бетон — утеплитель полистирол — бетон) общей толщиной 30 см, что делает дом достаточно теплым и является основным достоинством данной серии. Очевидны и недостатки — дороговизна производства панелей, что приводит и к дороговизне самих квартир, а также ограниченное количество планировок типовых квартир.
В данной серии предусмотрены встроенные помещения для консьержа, а так же есть возможность организации паркинга в подвале.

## Основные характеристики
| Количество секций (подъездов) | 2 и более                                |
| Этажность                     | 8-16                                     |
| Высота потолков               | 2.70, 1 этаж 3.2                         |
| Лифты                         | пассажирский и грузопассажирский         |
| Балконы                       | во всех квартирах                        |
| Количество квартир на этаже   | 3, 4                                     |
| Перспектива сноса             | Сносу не подлежат, капремонта не требуют |

## Площади квартир
| Комнатность          | Общая, м² | Жилая, м² | Кухня, м² |
| 1-комнатная квартира | 32-36     | 14-15     | 11        |
| 2-комнатная квартира | 56-60     | 31-33     | 11        |
| 3-комнатная квартира | 75-77     | 40-41     | 11        |
| 4-комнатная квартира | 88-90     | 54-56     | 11        |
| 5-комнатная квартира | 111-112   | 66-68     | 11        |

## Строительные конструкции
| Санузлы          | раздельные. В 3-, 4- и 5-комнатных квартирах по 2 санузла                                                                                            |
| Лестницы         | незадымляемые, с выходом на общую лоджию |
| Мусоропровод     | с загрузочным клапаном на каждом этаже |
| Вентиляция       | естественная вытяжная в сантехкабине (санузле) и на кухне                                                                                            |
| Наружные стены   | железобетонные навесные трехслойные панели (бетон — утеплитель полистирол — бетон) общей толщиной 30 см                                              |
| Внутренние стены | железобетонные сборные панели толщиной 14 см и 18 см                                                                                                 |
| Перегородки      | межкомнатные прокатные панели толщиной 10 см |
| Перекрытия       | крупноразмерные (на комнату) бетонные плиты толщиной 14 см                                                                                           |
| Несущие стены    | все межквартирные поперечные, стенки лоджий, в угловых (поворотных) секциях в трех- и четырехкомнатных квартирах — некоторые межкомнатные продольные |
| Тип кровли       | плоская полимерная безрулонная |

## Примечание
1. ↑  Т. Г. Маклакова, С. М. Нанасова. Конструкции гражданских зданий. — М.: АВС, 2000.